# 臭化ラパクロニウム
臭化ラパクロニウム（しゅうかラパクロニウム、英：Rapacuronium bromide、商品名：Raplon）は、急速作用性の非脱分極性アミノステロイド系神経筋遮断薬である。外科手術中や、時には集中治療中の、意識のない患者の人工呼吸を補助するための気管挿管を容易にするものとして、近代の麻酔においてかつて使用されていた。非脱分極性であるため、筋弛緩前に筋肉の初期刺激をしない。
致命的な気管支痙攣の危険があるため、1999年のFDA承認から2年も経たない2001年3月27日にオルガノンによりアメリカ合衆国の市場から撤退させられた。